# 钥孔透孔螺
钥孔透孔螺（学名：Diodora ticaonica）是一個海螺物种，屬於裂螺科天蓋螺亞科天蓋螺屬的海洋腹足纲软体动物。

## 分佈
主要分布于中国大陆、台湾屏東縣恆春半島及澳大利亞，常栖息在潮间带岩礁区。

## 外部連結
- 維基物種上的相關：钥孔透孔螺
- To GenBank (5 nucleotides; 2 proteins) （页面存档备份，存于）
- To World Register of Marine Species （页面存档备份，存于）